# Музеј праисторије Тера
Музеј праисторије Тера (грч. Μουσείο Προϊστορικής Θήρας) налази се у Фири, на острву Санторини, Грчка. Изграђен је на темељима старе цркве, уништене у земљотресу 1956. године.
Музеј поседује велики број древних артефаката откривених током разних ископавања на Санторинију, као попут Акротирија (југозападни део острва, који се налази на полуострву), као и на оближњем локалитету Потамос.
Најранија ископавања на Санторинију је спровео француски геолог Ф. Фук 1867. године, након што су неки локални људи пронашли старе артефакте у каменолому. Касније, између 1895 - 1900, током ископавања немачког археолога Барона Фридриха фон Хилера Гертрингена откривене су рушевине древне Тере. Он се фокусирао на насеља из 9. века п. н. е., за која је веровао да су спартанска колонија.
Такође, мало касније, Р. Зан је вршио ископавања на локалитету Потамос, под покровитељством немачког Археолошког института у Атини.
Главна ископавања на Акротирију су вођена под руководством Археолошког друштва у Атини.

## Поставка
Музеј обухвата историју острва почев од касног неолита до касног кикладског периода. Историја Акротирија сеже све до 3300. п. н. е., а град је посебно био развијен у каснијем кикладском периоду (17. веку п. н. е.); предмети из овог периода су обилно илустровани.
Збирке су конципиране хронолошки, а обухватају керамику, скулптуре, накит, зидне слике и ритуалне предмете. Монументална уметност зидног сликарства је детаљно представљена. Такође је објашњена сложена мрежа контакта острва са спољним светом.
Музеј садржи неолитску керамику откривену на острву, и рано-кикладске мермерне фигуре и керамику.
Конкретно, збирка „Кастри објеката” илуструје прелазну фазу од краја другог кикладског до краја трећег кикладског периода. Релевантни предмети су и са острва Кристијана и Акротири.
Средње-кикладска керамика представљена је низом импресивних бокала са птицама, на којима се често појављује ласта. Ови објекти датирају 2000 - 1800. године п. н. е., а пронађени су у Фтелосу, Мегалохорију и Акротирију.
Заступљени су и рани кикладски метални предмети са различитих локација.